# Francisco Solano Carneiro da Cunha
Francisco Solano Carneiro da Cunha (Cabo, 17 de março de 1887 — Rio de Janeiro, 20 de março de 1963) foi um político brasileiro. Exerceu o mandato de deputado federal constituinte por Pernambuco em 1934.
Filho de José Solano Carneiro da Cunha e de Maria Amélia Carneiro da Cunha, Francisco Solano Carneiro da Cunha nasceu no dia 17 de março de 1887 na cidade de Cabo (PE) . Graduou-se em 1909 pela Faculdade de Direito do Recife em ciências jurídicas e sociais.Fundou em 1916 a Liga de Defesa Nacional (LDN) ao lado de Pedro Lessa, Olavo Bilac, Álvaro Alberto e outros. A associação inicialmente com viés positivistas, tinha como principais características a defesa da obrigatoriedade do serviço militar, do patriotismo, do civismo e aos ataques aos movimentos do operariado.
Em 1918 assumiu a função de diretor da Caixa Econômica Federal do Rio de Janeiro. Pouco tempo depois acabaria por chegar a cargo de presidente. Em 1924, pleitou-se á deputado federal pelo estado natal. Acabou por ser reeleito em 1927. Foi autor do projeto da Lei de Imprensa. Também participou da Aliança Liberal e do movimento revolucionário de outubro de 1930.
Cunha foi eleito vice-presidente do Tribunal Especial, cuja função era julgar os crimes políticos ocorrido no governo deposto. Também trabalhou como interventor na Caixa Econômica Federal do Rio de Janeiro. No ano seguinte, em 1931,participou como presidente da comissão que inspecionou o Banco do Brasil. 
Em 1931, foi eleito presidente do Instituto do Açúcar e do Álcool. Participou dos trabalhos da Subcomissão do Itamarati. Nas eleições de 1933 elegeu-se deputado pelo estado de Pernambuco através do Partido Social Democrático (PSD). Teve seu mandato prorrogado, graças a promulgação da constituição de 34, até maio de 1935, quando deixou o cargo.
Logo em seguida atuou como presidente do Conselho das Caixas Econômicas Federais até 1940. Posteriormente, passou a integrar a diretoria até 1947, quando voltou a ocupar sua presidência deixando o cargo em 1954. 
Cunha foi o  Responsável pela criação de empréstimos a longo prazo e do crédito hipotecário no Brasil. Também fundou as Companhias de Seguros Gerais Metrópole e a  Metrópole de Acidentes de Trabalho. Era membro da Sociedade de Geografia do Brasil, do Instituto Arqueológico, Histórico e Geográfico de Pernambuco, da Ordem dos Advogados do Brasil e da Sociedade Brasileira de Direito Internacional. 
Cunha foi casado com Placidina Serra Carneiro da Cunha, com quem teve dois filhos. Faleceu em 20 de março de 1963 no Rio de Janeiro. 